# Anandamida
La anandamida (ANA; del sánscrito ananda ‘alegría, dicha, deleite’ y amida) o N-araquidonoiletanolamida (AEA) es un compuesto químico orgánico que forma parte de una misma clase de mediadores lipídicos de acción prevalentemente holócrina y parácrina colectivamente conocidos como endocanabinoides. Los compuestos psicoactivos presentes en la cannabis, llamados cannabinoides, imitan los efectos del neurotransmisor de anandamida.
La anandamida fue aislada y descubierta por el químico checo Lumir Ondřej Hanuš y el farmacéutico estadounidense William Anthony Devane en el laboratorio de Raphael Mechoulam en la Universidad de Jerusalén en 1992.
La fórmula química de la anandamida es: C22H37NO2.
La masa molar es 347,53 g/mol
El número CAS: 94421–68–8

## Eficacia

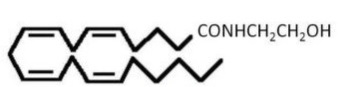
Estructura química de la Anandamida

Los efectos de la anandamida pueden desarrollarse en el sistema nervioso central o en partes del sistema nervioso periférico en diversas regiones del cuerpo. Sin embargo, tales efectos diferentes son  mediados principalmente por los receptores de cannabinoides del tipo CB1 en el sistema nervioso central y los receptores del tipo CB2 en el sistema nervioso periférico.
Los receptores de cannabinoides forman parte de una amplia y conocida familia de receptores denominados receptores acoplados a proteínas G (o – con su sigla en inglés–: GPCRs), los cuales en el caso de la anandamida poseen un patrón distintivo en la membrana celular; el sistema del receptor CB1 es uno de los más numerosos de cuantos se acoplan a las proteínas G en todo el sistema nervioso.
Los estudios de la conducta humana demuestran que la anandamida desenvuelve una actividad importante en la concreción de la memoria y en sensaciones tales como la del hambre, los patrones de sueño y el alivio del dolor (lo cual está implicando al circuito de recompensa).
Los estudios parecen demostrar claramente un rol importante de la anandamida para la implantación del embrión humano, durante sus primeros estadios en forma de blastocito, en el útero. Por consiguiente, al tener una actividad substitutiva o suplantadora otros cannabinoides tales como el Δ2-THC pueden interferir negativamente en la fertilidad durante las primeras etapas de la preñez humana.
Es más, se considera que la anandamida es un ligando para los receptores de vanilloinoides los cuales están implicados en la transducción de las señales agudas del dolor (especialmente el inflamatorio) activando el receptor la lipoproteína kinasa (- dependiente).